# Intelligence Corps

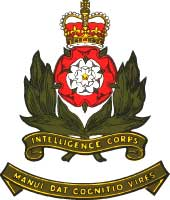
Badge van het Britse Intelligence Corps

Het Intelligence Corps (vaak genoemd Int Corps) is een van de korpsen van het Britse leger, verantwoordelijk voor het verzamelen van, het analyseren en het verspreiden van inlichtingen en ook voor contraspionage en veiligheid.
De eerste voorstellen om een militair korps inlichtingen te creëren waren er al in 1905, maar in 1914 was er een acute behoefte aan directe inlichtingenondersteuning aan operationele militaire eenheden. Daarom werd de eerste Britse militaire inlichtingeneenheid in dat jaar gevormd. Na de Eerste Wereldoorlog werd het afgebouwd om in 1929 volledig ontbonden te worden. Met het uitbreken van de tweede wereldoorlog werd op 19 juli 1940 het Intelligence Corps opnieuw opgericht en is tot op de dag van vandaag blijven bestaan. Het korps speelde een rol in het breken van de Duitse elektromechanische codeermachine Enigma, de oprichting van de Special Air Service en Long Range Desert Group en de Special Operations Executive.
Op 1 februari 1985 werd het korps officieel omgevormd tot een wapen (gevechtssteun) in plaats van de dienstvak (gevechtslogistiek).

## Field Security
Field Security was gedurende de Tweede Wereldoorlog in Engeland een onderdeel van het inlichtingen en veiligheidswerk, hoewel initieel onderdeel van de militaire politie werd dit onderdeel geïntegreerd in het Intelligence Corps. Field security werkte direct op het operationele en tactische niveau. Deze taken waren zowel de passieve (fysieke) beveiliging van de Britse troepen op het slagveld, actieve contra-spionage en ander inlichtingenwerk. Field Security, kortweg aangeduid als FS was bij de Britten al opgericht in 1940. Deze FS hield na het conflict in de Tweede Wereldoorlog niet op: FS was o.a. ook actief in de Korea-oorlog in de jaren 50.

## Bekende leden
Een van de bekende leden van dit Korps is de spionageschrijver John le Carré, die voordat hij werkte voor MI-5 en MI-6 zijn dienstplicht vervulde bij het Intelligence Corps in Oostenrijk.

## Vergelijkbare eenheden
Korps Inlichtingen en Veiligheid 'Prinses Alexia'
1. ↑  https://www.nam.ac.uk/explore/intelligence-corps. Gearchiveerd op 23 april 2023.
2. ↑  https://www.defensie.nl/binaries/defensie/documenten/publicaties/2014/02/11/militaire-doctrine-voor-het-landoptreden/DP+3.2.pdf. Gearchiveerd op 8 augustus 2023.
3. ↑  Gearchiveerde kopie. Gearchiveerd op 21 juli 2021. Geraadpleegd op 21 juli 2021.
4. ↑  Gearchiveerde kopie. Gearchiveerd op 21 juli 2021. Geraadpleegd op 21 juli 2021.
5. ↑  https://twitter.com/int_corps/status/1338514729824825349?lang=en. Gearchiveerd op 8 augustus 2021.